# ギガメートル
ギガメートル（記号Gm）は、国際単位系の長さの単位で、109メートル(m)。ギガを表す“G”は必ず大文字で表記される。
- 1 AU = 149.6 Gm
- 1 Gm = 1,000,000 km = 621,371マイル

メガメートル ≪ ギガメートル ≪ テラメートル